# Општина Фратауциј Веки (Сучава)
Фратауциј Веки (рум. Frătăuţii Vechi) општина је у Румунији у округу Сучава.
Oпштина се налази на надморској висини од 371 m.